# Goldenes Kalb (Filmpreis)/Publikumspreis
Der Publikumspreis in Form des Goldenen Kalbs honoriert beim jährlich veranstalteten Niederländischen Filmfestival den Spielfilm mit der höchsten Wertung der Besucher des Festivals. Die Auszeichnung wurde erstmals im Jahr 2001 verliehen.

## Preisträger
| Jahr | Preisträger                                          | Film                                         | Deutscher Verleihtitel      |
| ---- | ---------------------------------------------------- | -------------------------------------------- | --------------------------- |
| 2001 | André van Duren                                      | Mariken                                      | Mariken                     |
| 2002 | Bobby Eerhart                                        | Loenatik de Moevie                           |                             |
| 2003 | Willem van de Sande Bakhuyzen                        | Cloaca                                       | Cloaca - Alte Freunde       |
| 2004 | Eddy Terstall                                        | Simon                                        | Simon                       |
| 2005 | Willem van de Sande Bakhuyzen                        | Leef!                                        |                             |
| 2006 | Martin Koolhoven                                     | Knetter                                      |                             |
| 2007 | Mischa Kamp                                          | Waar is het paard van Sinterklaas?           | Wo ist Winkys Pferd?        |
| 2008 | Paul Ruven                                           | Mafrika                                      |                             |
| 2009 | Danyael Sugawara                                     | Alles Stroomt                                |                             |
| 2010 | Pieter Kramer                                        | Lang & Gelukkig                              |                             |
| 2011 | Joost van Ginkel                                     | 170 Hz                                       |                             |
| 2012 | Dennis Bots                                          | Achtste-Groepers Huilen Niet                 | Starke Mädchen weinen nicht |
| 2013 | Diederick Koopal                                     | De Marathon                                  |                             |
| 2014 | Mark Verkerk und Ruben Smit                          | De Nieuwe Wildernis                          |                             |
| 2015 | Ruud Schuurman                                       | De Club van Sinterklaas & het pratende paard |                             |
| 2016 | Maarten Swart                                        | Bon Bini Holland                             |                             |
| 2017 | Aniëlle Webster                                      | Mees Kees langs de lijn                      |                             |
| 2018 | Alain de Levita, Sytze van der Laan und Sabine Brian | Bankier van her verzet                       |                             |
| 2019 |                                                      | Bon Bini Holland 2                           |                             |